# The Stand Up
The Stand Up war eine Punk-Band aus Kumagaya in der Präfektur Saitama. Die Band wurde 2001 gegründet und wechselte 2003 zum Major-Label BMG Music Japan. 2006 wechselten sie weiter zum Plattenlabel Nippon Crown. Die Band hat sich 2013 aufgelöst.
The Stand Up hat die Titelmelodie Hate Shinaku Tōi Sora ni (果てしなく遠い空に) der Anime-Fernsehserie Kyō kara Maō! geschrieben.

## Diskografie

### Alben
- 2002: Ima, Bokura, Aruku Michi. (今、僕等、歩く道。)
- 2003: Chippoke na Yūki … . (ちっぽけな勇気と…。)
- 2004: Aoi Hoshi to Kimi no Kotoba (青い星と君の言葉)
- 2005: Slow Operation (Mini-Album)
- 2006: Rebel to Madness
- 2007: Yes, everytime

### Singles
- 2003: Yoake no Hikari/Eien Janai Yorokobi yo (夜明けの光/永遠じゃない喜びよ)
- 2004: Hitotsu no Hajimari (ひとつのはじまり)
- 2005: Hate Shinaku Tōi Sora ni (果てしなく遠い空に)

### Videoalben
- 2004: Punch! – Ai to Yūjō no Seishun Katsugeki (Punch!～愛と友情の青春活劇～)